# Fabrice Moreau (futbolista)
Fabrice Moreau (París, Francia, 7 de octubre de 1967) es un exfutbolista francés que se desempeñaba como centrocampista.

## Clubes
| Club                      | País       | Año       |
| ------------------------- | ---------- | --------- |
| París Saint-Germain F. C. | Francia    | 1984-1987 |
| La Roche VF               | Francia    | 1987-1988 |
| París Saint-Germain F. C. | Francia    | 1988-1989 |
| Le Mans F. C.             | Francia    | 1989-1991 |
| CS Meaux                  | Francia    | 1991-1992 |
| R. C. Paris               | Francia    | 1992-1993 |
| Paris F. C.               | Francia    | 1993-1995 |
| Olympique de Marsella     | Francia    | 1995-1996 |
| S. C. Toulon              | Francia    | 1996      |
| Rayo Vallecano            | España     | 1996-1998 |
| Talavera C. F.            | España     | 1998-1999 |
| Beijing Guoan             | China      | 1999      |
| C. D. Numancia de Soria   | España     | 1999-2000 |
| Notts County F. C.        | Inglaterra | 2001      |
| Airdrieonians F. C.       | Escocia    | 2001      |
| FC Red Star Saint-Ouen    | Francia    | 2001-2002 |
| Grazer AK                 | Austria    | 2002-2003 |
| Partick Thistle F. C.     | Escocia    | 2003-2004 |